# Случаят Ричард Джуъл
„Случаят Ричард Джуъл“ (на английски: Richard Jewell) е американска биографична криминална драма от 2019 г. на режисьора Клинт Истууд, по сценарий на Били Рей. Базиран е на статията „Американски кошмар: Баладата за Ричард Джуъл“, от 1997 г. написана от Мари Бренър, и книгата „The Suspect: An Olympic Bombing, the FBI, the Media, and Richard Jewell, the Man Caught in the Middle“ от 2019 г., написана от Кент Александър и Кевин Салвен. Филмът изобразява атентата на Олимпийския парк „Столетницата“ на 27 юли 1996 г. и неговите последствия - охранителят Ричард Джуъл намира бомба по време на Летните олимпийски игри на 1996 и предупреждава властите да се евакуират, само за да бъде по-късно погрешно обвинен, че сам е поставил устройството. Във филма участват Пол Уолтър Хаузър в ролята на Джуъл, Сам Рокуел, Кати Бейтс, Джон Хам и Оливия Уайлд.
Световната премиера на филма се състои във AFI Fest на 20 ноември 2019 г. и е пуснат по екраните в Съединените щати на 13 декември 2019 г., от Уорнър Брос Пикчърс.

## Актьорски състав
| Актьор            | Роля                          |
| ----------------- | ----------------------------- |
| Пол Уолтър Хаузър | Ричард Джуъл                  |
| Сам Рокуел        | Адвокат Уотсън Брайънт младши |
| Кати Бейтс        | Барбара Джуъл                 |
| Джон Хам          | Агент Том Шоу                 |
| Оливия Уайлд      | Кати Скръгс                   |

## В България
В България филмът е пуснат по кината на 10 януари 2020 г. от „Александра Филмс“.
На 28 март 2022 г. е излъчен по „Би Ти Ви Синема“ в понеделник от 21:00 ч. Дублажът е записан в студио „Медиа Линк“. Екипът се състои от:
| Озвучаващи артисти  | Мими Йорданова Таня Михайлова Росен Русев Виктор Танев Станислав Димитров |
| Преводач            | Пламен Узунов                                                             |
| Тонрежисьор         | Емил Енев                                                                 |
| Режисьор на дублажа | Василка Сугарева                                                          |